# Lepidopora eburnea
Lepidopora eburnea är en nässeldjursart som först beskrevs av Calvet 1903.  Lepidopora eburnea ingår i släktet Lepidopora och familjen Stylasteridae. Inga underarter finns listade i Catalogue of Life.